# Funeral Marches and Warsongs
Funeral Marches and Warsongs — перший офіційний DVD шведської блек-метал групи Marduk.
DVD включає три концертних виступи групи, два відеокліпи та різні бонуси.

## Сет-лист

### Концерт в Парижі 9 квітня 2003, La Loco
1. Blackcrowned
2. With satan and victorious weapons
3. Azrael
4. Wolves
5. World funeral
6. Hearse
7. Bleached bones
8. Of hells fire
9. Darkness it shall be
10. Fistfucking gods planet

### Концерт у Катовицях 5 квітня 2003
1. Blackcrowned
2. With satan and victorious weapons
3. Azrael
4. Wolves
5. World funeral
6. Hearse
7. Bleached bones
8. Of hells fire
9. Darkness it shall be
10. Fistfucking gods planet

### Концерт в Party San (Бад-Берка) 7 серпня 2003
1. Jesus Christ sodomized
2. Baptism by fire
3. The black
4. Still fucking dead

## Відеокліпи
- Hearse
- World Funeral

## Бонуси
- Фотогалерея
- Біографія
- Дискографія